# CasaPound
CasaPound é um partido político italiano, associação e movimento neofascista, fundado, a princípio com caráter de okupa, em 2003, por Gianluca Iannone.

## História
O nome, homenagem ao poeta estadunidense Ezra Pound, faz referência aos seus Cantos contra a usura, às suas posições econômicas de crítica tanto ao capitalismo quanto ao marxismo e à sua adesão à República Social Italiana. As referências políticas da associação são mais precisamente ligadas à ideologia fascista, com particular atenção à Carta de Verona, à Carta do Trabalho e à legislação social do próprio Fascismo.
A primeira ocupação feita utilizando-se o nome CasaPound, foi em 26 de dezembro de 2003 em Roma por parte de jovens, criando assim um centro social. O prédio, um ex-palácio governamental no nº 8 da via Napoleone III, se tornou, em seguida, a sede nacional do movimento e da associação CasaPound Itália e serviu, contemporaneamente, como moradia para mais de 23 famílias e 83 pessoas.
Causam polêmica pois, ao proporem a sua interpretação do Fascismo, rejeitam a ideia da dicotomia política entre esquerda e direita e prestam reverências a personalidades que na política contemporânea são associadas à esquerda, tais como Che Guevara, Hugo Chavez, Peppino Impastato, Rino Gaetano, Bobby Sands e Carmelo Bene.

## Actividades
Por intermédio do Projecto Mutuo Sociale exercem pressão, tanto a nível local como a nível nacional, para fazer aprovar novas leis de direito à habitação condigna. Outra campanha política sobre a iniciativa "Hora de ser mães", um projecto de lei relativo às mães no trabalho. Blocco Studentesco é o movimento estudantil que a CasaPound organizou nas escolas.